# Lucas (Ohio)
Lucas és una població dels Estats Units a l'estat d'Ohio. Segons el cens del 2000 tenia 620 habitants.

## Demografia
Segons el cens del 2000, Lucas tenia 620 habitants, 246 habitatges, i 172 famílies. La densitat de població era de 399 habitants per km².
Dels 246 habitatges en un 33,7% hi vivien nens de menys de 18 anys, en un 53,7% hi vivien parelles casades, en un 12,2% dones solteres, i en un 29,7% no eren unitats familiars. En el 24,4% dels habitatges hi vivien persones soles l'11,4% de les quals corresponia a persones de 65 anys o més que vivien soles. El nombre mitjà de persones vivint en cada habitatge era de 2,52 i el nombre mitjà de persones que vivien en cada família era de 3,01.
Per edats la població es repartia de la següent manera: un 27,6% tenia menys de 18 anys, un 7,4% entre 18 i 24, un 31,3% entre 25 i 44, un 20,3% de 45 a 60 i un 13,4% 65 anys o més.
L'edat mediana era de 36 anys. Per cada 100 dones de 18 o més anys hi havia 87,1 homes.
La renda mediana per habitatge era de 37.813 $ i la renda mediana per família de 42.917 $. Els homes tenien una renda mediana de 36.094 $ mentre que les dones 20.625 $. La renda per capita de la població era de 17.653 $. Aproximadament el 2,7% de les famílies i el 6,2% de la població estaven per davall del llindar de pobresa.

## Poblacions més properes
El següent diagrama mostra les poblacions més properes.